# كنيسة سيدة التلة
كنيسة سيدة التلة هي كنيسة مارونية تقع في بلدة دير القمر الواقعة على ارتفاع 850 متر فوق سطح البحر والتابعة لقضاء الشوف في محافظة جبل لبنان اللبنانية، وتُعدّ واحدة من أهم المواقع التاريخية والدينية الموجودة في البلدة حيث يعود تاريخ تأسيسها إلى القرن السادس عشر الميلادي.
يشغل الأب جوزيف أبي عون في الوقت الحالي منصب رئيس كنيسة سيدة التلة في دير القمر.

## لمحة تاريخية
أُقيمت أوّل كنيسة في الموقع الحالي لكنيسة سيدة التلّة على يد الراهب نقولا سميساطي على أنقاض معبد فينيقي قديم كان مُخصّصًا لعبادة الإلهة عشتروت، وفي عام 859 تعرضت الكنيسة للتدمير بالكامل بفعل الزلزال الذي ضرب المنطقة، ثُمّ أعيد بناؤها من جديد على يد جماعة فرسان الهيكل، وفي هذه المرّة دُمرت الكنيسة خلال الحروب الصليبية، ثُمّ أعيد بناؤها مرّة أخرى في عهد الأمير فخر الدين الأول معن (1518-1544) أحد أمراء جبل لبنان. وفي عام 1673 قام الشيخ أبو فارس كرم حاكم منطقة إهدن وسكرتير الأمير أحمد معن وأخوه الشيخ أبو نادر بتوسيع الكنيسة وألحقوا بها قبوًا. وفي عهد الأمير بشير الثاني شهاب (1789-1840) تم توسعة الكنيسة مُجدّدًا وتجديد مبانيها وأثاثها.
استلمت الرهبانية الكنيسة من أهالي البلدة، وفي عام 1745 تأسست إلى جوار الكنيسة مدرسة عُرفت باسم «مدرسة الديمقراطية الأولى في الشرق» وخُصصت لتعليم أبناء الطائفة المارونيّة وأبناء الموحدين الدروز. وفي عام 1760 رُمّمت كنيسة سيدة التلّة وتمت توستعها في اتجاه الغرب، وفي عام 1831 أضيفت قنطرة جديدة الى الكنيسة في الطرف الغربي منها. وفي عام 1860 شهدت الكنيسة مقتل اثنا عشر راهبًا من رهبانها خلال المجازر التي تعرض لها المسيحيون في منطقة دير القمر، ولم ينجُ من تلك المجزرة سوى الراهب سابا دريان الذي صار فيما بعد رئيسًا عامًا في عام 1877.

## في التراث الشفهي

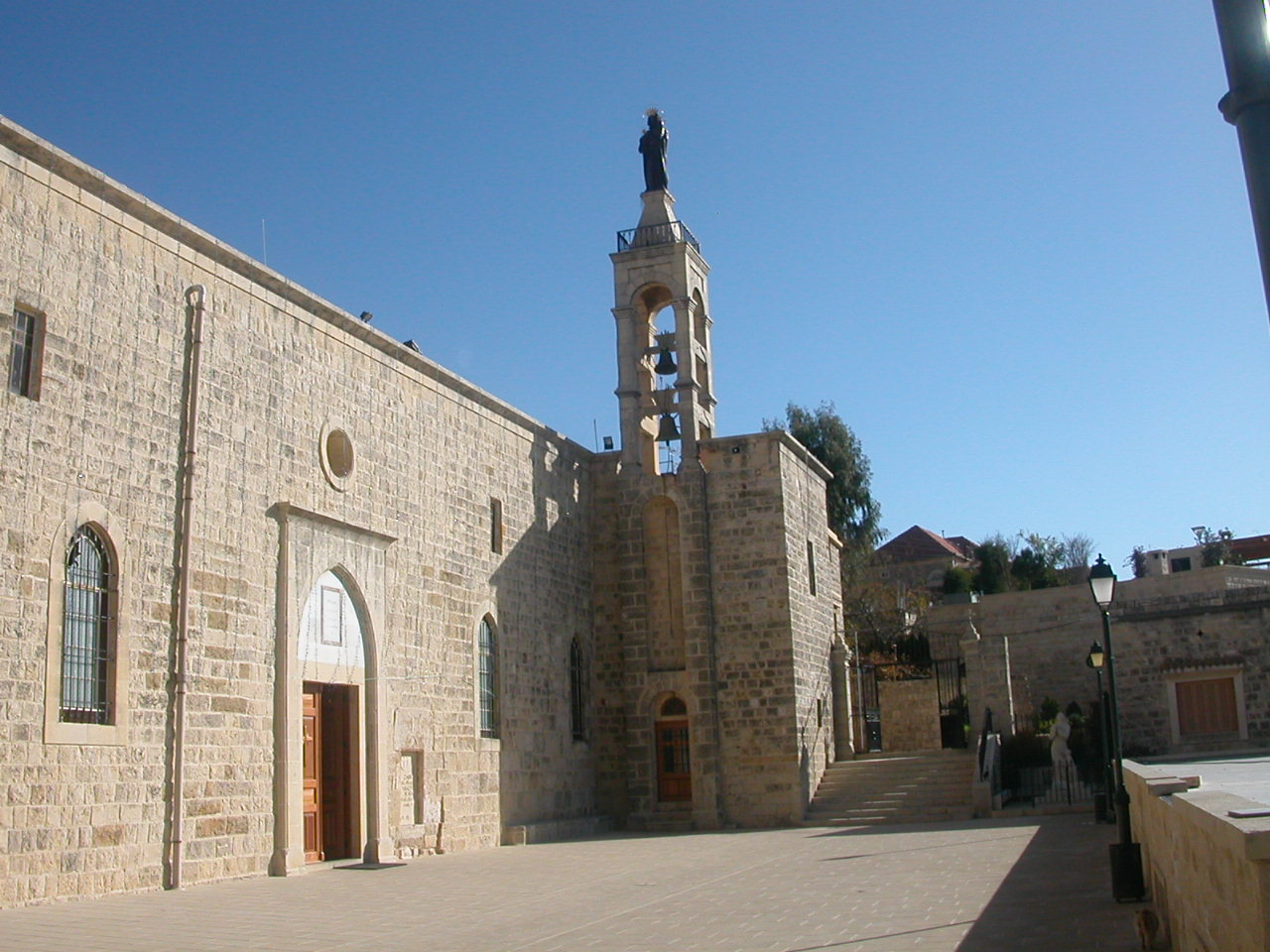
كنيسة سيدة التلة، المعروفة أيضًا باسم "كنيسة عذراء الدروز".

تقول الأسطورة المارونيّة، وفقًا لما أورده موقع التراث الماروني، أنه أحد الأمراء الدروز في بلدة بعقلين نظر ذات مرة إلى تلة دير القمر، فرأى نوراً يخرج من التلة فما كان منه إلا أن جمع جنوده وأمرهم بالدخول إلى التلة، والحفر في الأرض، وقال لهم: "إذا وجدتم رمزا للإسلام فابنوا مسجدا، وإذا وجدتم رمزا للنصرانية فابنوا كنيسة."
وفي الصباح ذهب الجنود ووجدوا صخرة نُحت عليها صليب وأسفل الصليب كان هناك نحت للقمر وللإلهة فينوس. وكانت تلك بمثابة علامة على أنه في الماضي البعيد كان هناك معبد مخصص لعبادة إلهة القمر والإلهة فينوس ثم أصبح فيما بعد كنيسة. ورُبّما تكون الزلازل والحروب هي السبب وراء اختفاء ذلك الأثر المقدس. ويمكن العثور على الصخرة التي اكتشفها الجنود فوق البوابة القديمة للكنيسة، كما يُمكن العثور على عمود حجريّ مُصمم على الطراز المعماري البيزنطي داخل الكنيسة. وبداخل كنيسة سيدة التلة وخلف المذبح توجد أيقونة سيدة التلة العجائبية التي رسمها الفنان الإيطالي غيرا في عام 1867.
لقرون عديدة، كانت الكنيسة تُبجّل من قبل الدروز والمسيحيين على حد سواء في جبل لبنان، مما يعكس الروابط الوثيقة بين الطائفتين. وفقًا لبيير ماري مارتان، الذي كتب في عام 1870، كان الدروز يكرمون الكنيسة أكثر حتى من الموارنة، حيث كانوا يسافرون في كثير من الأحيان مسافات طويلة للصلاة في كنيسة سيدة التلة بطريقتهم الخاصة. يؤكد المؤرخ غلين بومان أيضًا أن قادة الدروز في بداية القرن التاسع عشر كانوا يطلبون رضى مريم العذراء في كنيسة سيدة التلة قبل الذهاب إلى المعارك. كانوا يلمسون صورة مريم العذراء بأعلامهم ويضعون الغبار من تحت المذبح في أكمامهم. دفع إكرام الدروز العميق لهذه الكنيسة الموارنة المحليين إلى تسميتها بـ "كنيسة عذراء الدروز".

## عيد سيدة التلة
شهد عام 1937 أول احتفال رسمي بعيد سيدة التلّة في كنيسة سيدة التلة. وفي العيد السنويّ لسيدة التلة، والذي يحلّ في يوم الأحد الأول من شهر أغسطس/آب من كُلّ عام، يخرج آلاف المؤمنين في موكب كبير حاملين أيقونة المعجزة الخاصة بسيدة التلة بدءًا من مدخل دير القمر إلى الكنيسة.